# Loxostege thiophara
Loxostege thiophara là một loài bướm đêm trong họ Crambidae.